# Estelación

Construcción de un dodecágono estelado: un polígono regular con el símbolo de Schläfli {12/5}.

En geometría, la estelación es el proceso de formar una nueva figura a partir de extender un polígono en dos dimensiones, un poliedro en tres dimensiones o, en general, un politopo en n dimensiones. A partir de la figura original, el proceso prolonga o extiende elementos específicos como sus aristas o planos frontales, por lo general de forma simétrica, hasta que se encuentran de nuevo para formar el límite cerrado de una nueva figura. La nueva figura es una estelación del original. La palabra «estelación» proviene del latín stellātus, 'estelado', que a su vez proviene del latín stella, lit. 'estrella'.

## Definición de Kepler
En 1619, Kepler definió la estelación para polígonos y poliedros como el proceso de extender las aristas o caras hasta que se uniesen para formar un nuevo polígono o poliedro.
Kepler esteló el dodecaedro regular para obtener dos poliedros estrellados regulares, el pequeño dodecaedro estrellado y el gran dodecaedro estrellado. También esteló el octaedro regular para obtener la stella octangula, un compuesto regular de dos tetraedros.

## Estelación de polígonos
La estelación de un polígono regular crea simétricamente un polígono estrellado regular o un compuesto poligonal. Estos polígonos se caracterizan por el número de veces m que el límite poligonal se enrolla alrededor del centro de la figura. Como todos los polígonos regulares, sus vértices se encuentran en un círculo. m también corresponde al número de vértices alrededor del círculo para ir de un extremo de un borde dado al otro, comenzando en 1.
Un polígono estrellado regular está representado por su símbolo de Schläfli {n/m}, donde n es el número de vértices, m es el paso utilizado para secuenciar las aristas a su alrededor, siendo m y n coprimos (es decir, no tienen un divisor común). Haciendo m = 1 da el convexo {n}. m también debe ser menor que la mitad de n; de lo contrario, las líneas serán paralelas o divergentes, lo que evitará que la figura se cerrase nunca.
Si n y m tienen un divisor común, entonces la figura es un compuesto regular. Por ejemplo, {6/2} es el compuesto regular de dos triángulos {3} o hexagrama, mientras que {10/4} es un compuesto de dos pentagramas {5/2}.
Algunos autores usan el símbolo de Schläfli para tales compuestos regulares. Otros consideran que el símbolo indica una ruta única que se enrolla m veces alrededor de n/m puntos de vértice, de manera que una arista se superpone a otra y cada punto de vértice se visita m veces. En este caso, se puede usar un símbolo modificado para el compuesto, por ejemplo 2{3} para el hexagrama y 2{5/2} para el compuesto regular de dos pentagramas.
Un n-gono regular tiene (n − 4)/2 estelaciones si n es par (asumiendo que los compuestos de digonos degenerados múltiples no se consideran), y (n − 3)/2 estelaciones si n es impar.
| El pentagrama, {5/2}, es la única estelación de un pentágono | El hexagrama, {6/2}, la estelación de un hexágono y un compuesto de dos triángulos. | El eneágono (nonágono) {9} tiene 3 formas eneagramáticas, {9/2}, {9/3}, {9/4}, siendo {9/3} un compuesto de 3 triángulos. |
| El heptágono tiene dos formas heptagrámicas: {7/2}, {7/3}    |                                                                                     | El eneágono (nonágono) {9} tiene 3 formas eneagramáticas, {9/2}, {9/3}, {9/4}, siendo {9/3} un compuesto de 3 triángulos. |

Al igual que el heptágono, el octágono también tiene dos estelacion octagramicas, una, {8/3} que es un polígono estrellado, y la otra, {8/2}, que está compuesta de dos cuadrados.

## Estelación de poliedros

1.ª estelación de un octoedro
1.ª estelación de un dodecaedro
2.ª estelación de un dodecaedro
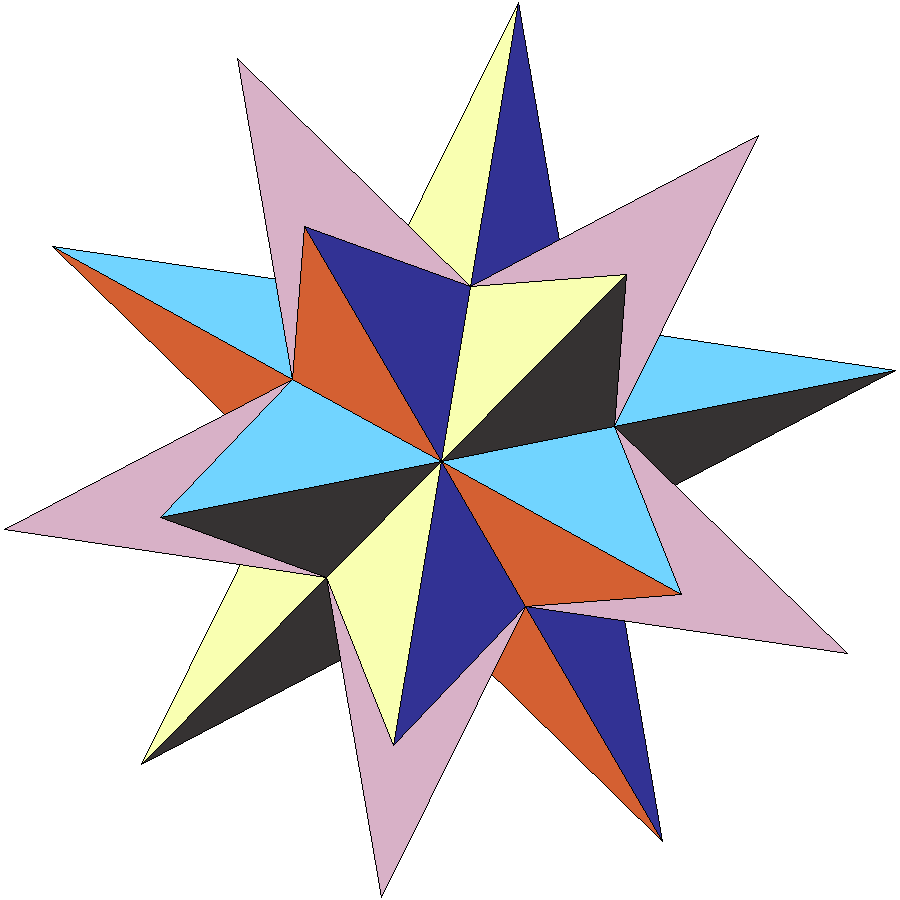
3.ª estelación de un dodecaedro
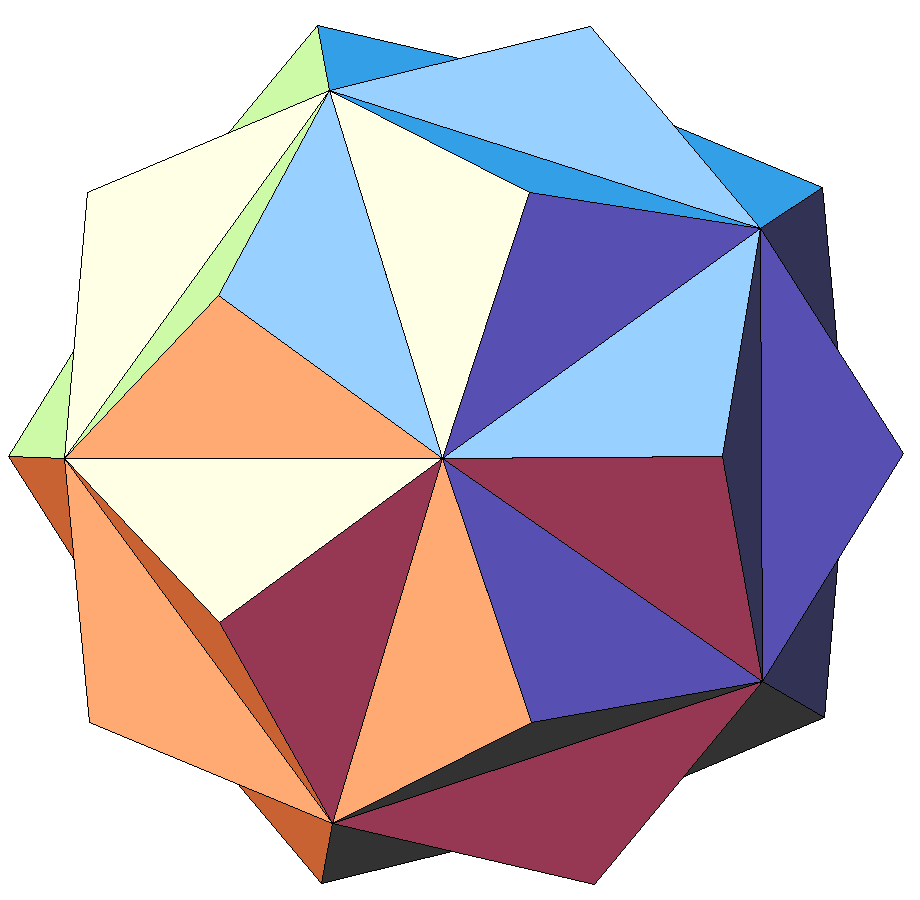
1.ª estelación de un icosaedro
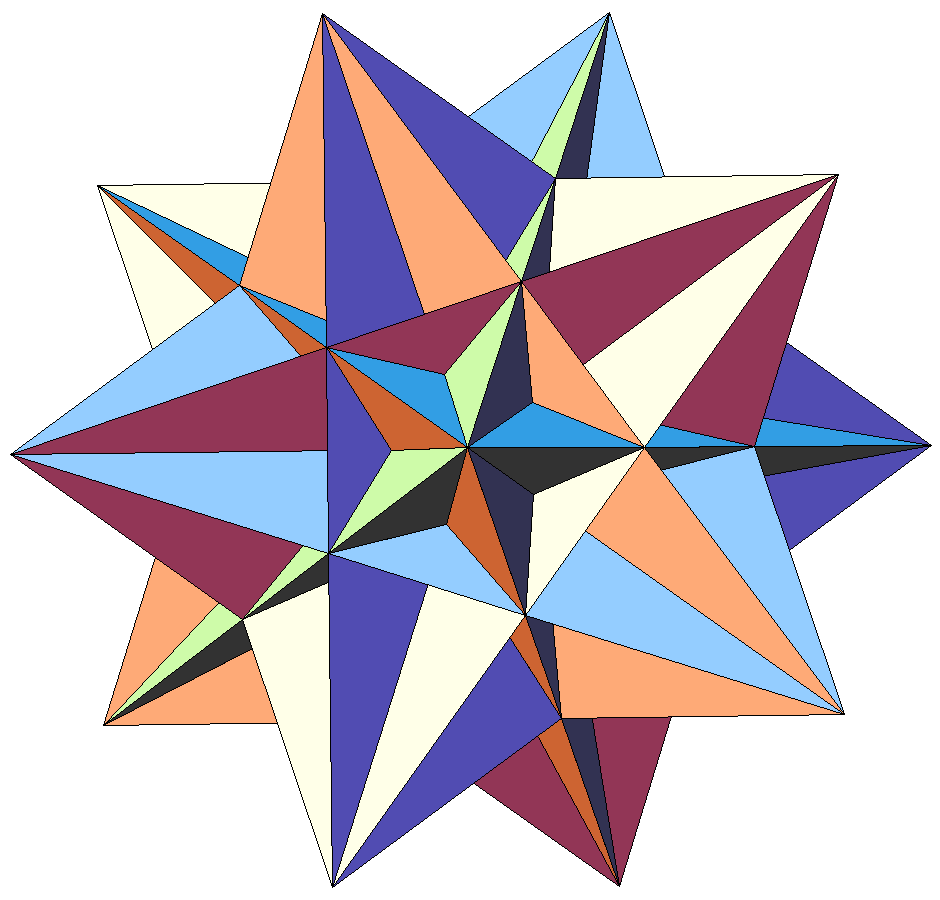
16.ª estelación de un icosaedro
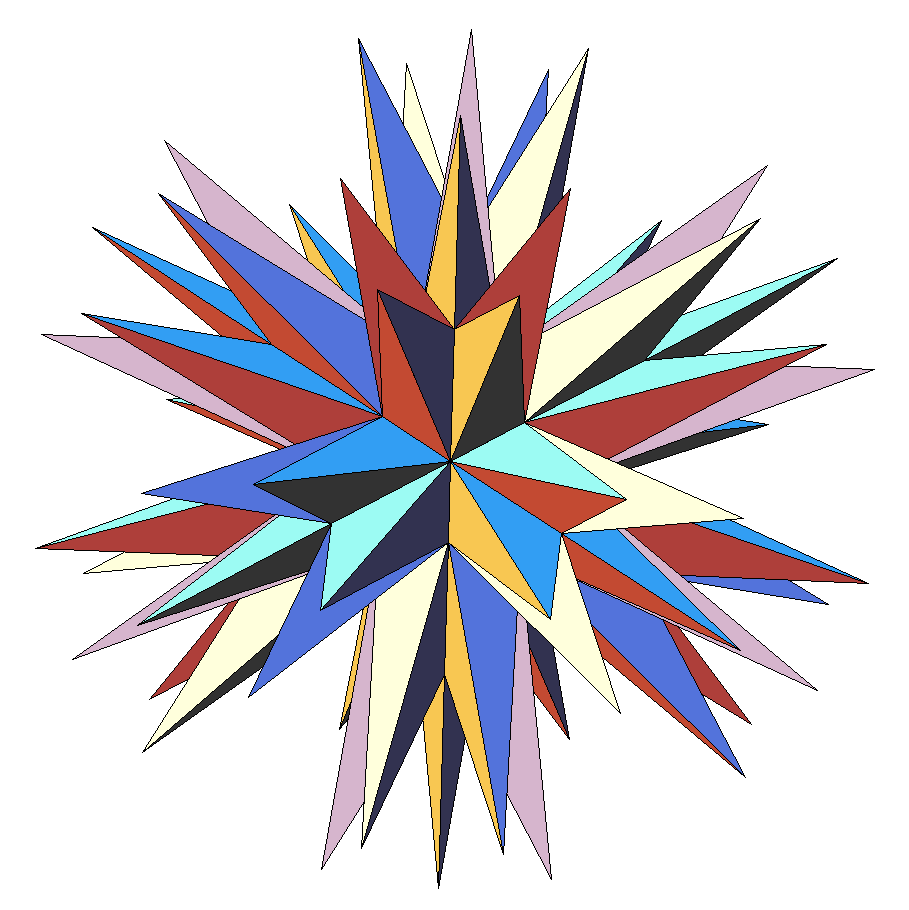
17.ª estelación de un icosaedro

Un poliedro está estelado al extender las aristas o los planos frontales de un poliedro hasta que se juntan nuevamente para formar un nuevo poliedro o compuesto. El interior del nuevo poliedro está dividido por las caras en un número de celdas. Los planos de la cara de un poliedro pueden dividir el espacio en muchas de esas celdas, y a medida que el proceso de estelación continúa, se encerrarán más celdas. Para un poliedro simétrico, esas células se dividirán en grupos o conjuntos de células congruentes —se dice que las células en tal conjunto congruente son del mismo tipo—. Un método común para encontrar estelaciones implica seleccionar uno o más tipos de células.
Esto puede llevar a un gran número de formas posibles, por lo que a menudo se imponen criterios adicionales para reducir el conjunto a aquellas estelaciones que son significativas y únicas de alguna manera.
Un conjunto de células que forman una capa cerrada alrededor de su núcleo se llama cáscara (shel)l. Para un poliedro simétrico, una cáscara puede estar formada por uno o más tipos de células.
Sobre la base de estas ideas, se han identificado varias categorías restrictivas de interés.
- Estelaciones de la línea principal (Main-line stellations): la adición de cáscaras sucesivas al poliedro central conduce al conjunto de estelaciones de la línea principal.
- Estelaciones totalmente soportadas (Fully supported stellations): las caras inferiores de una celda pueden aparecer externamente como un "saliente". En una estelación totalmente soportada no hay tales voladizos, y todas las partes visibles de una cara se ven desde el mismo lado.
- Estelaciones monoacral (Monoacral stellations): literalmente, de "un solo pico". Donde solo hay un tipo de pico, o vértice, en una estelación (es decir, todos los vértices son congruentes dentro de una única órbita de simetría), la estelación es monoacral. Todas estas estelaciones son totalmente soportadas.
- Estelaciones primarias (Primary stellations): cuando un poliedro tiene planos de simetría de espejo, se dice que las aristas que caen en estos planos se encuentran en líneas primarias. Si todos las aristas se encuentran en líneas primarias, la estelaciónes primaria. Todas las estelaciones primarias son totalmente soportadas.
- Estelaciones de Miller: En la obra The Fifty-Nine Icosahedra, Coxeter, Du Val, Flather y Petrie registran las cinco reglas sugeridas por Miller. Aunque estas reglas se refieren específicamente a la geometría del icosaedro, se han adaptado para que funcionen con poliedros arbitrarios. Aseguran, entre otras cosas, que la simetría rotacional del poliedro original se conserva, y que cada una de las estelaciones es diferente en apariencia externa. Los cuatro tipos de estelaciones que se acaban de definir son todos los subconjuntos de las estelaciones de Miller.

También se pueden identificar algunas otras categorías:
- Una estelación parcial (partial stellation) es aquella en la que no se extienden todos los elementos de una dimensionalidad dada.
- Una estelación sub-simétrica (sub-symmetric stellation) es aquella en la que no todos los elementos se extienden simétricamente.

Los sólidos arquimedianos y sus duales también pueden ser estelados. Aquí generalmente se agrega la regla de que todos los planos de cara originales deben estar presentes en la estelación, es decir, no se consideran las estelaciones parciales. Por ejemplo, el cubo no suele considerarse una estelación del cuboctaedro.
Generalizando las reglas de Miller existen:
- 4 estelaciones del dodecaedro rombico,
- 187 estelaciones del triaquistetraedro,
- 358 833 097 estelaciones del triacontaedro rómbico,
- 17 estelaciones del cuboctaedro (4 se muestran en los Polyhedron Models de Wenninger),
- Un número desconocido de estelaciones del icosidodecaedro; hay 7 071 671 estelaciones no quirales, pero el número de estelaciones quirales es desconocido. (20 se muestran en los Polyhedron Models de Wenninger').

Diecisiete de los poliedros uniformes no convexos son estelaciones de sólidos arquimedianos.

### Reglas de Miller
En el libro The fifty nine icosahedra [Los cincuenta y nueve icosaedros], J.C.P. Miller propuso un conjunto de reglas para definir qué formas de estelación deben considerarse «adecuadamente significativas y distintas». ("properly significant and distinct").
Estas reglas se han adaptado para su uso con las estelaciones de muchos otros poliedros. Bajo las reglas de Miller se encuentran:
- No hay estelaciones del tetraedro, porque todas las caras son adyacentes
- No hay estelaciones del cubo, porque las caras no adyacentes son paralelas y por lo tanto no pueden extenderse para reunirse en nuevas aristas.
- Hay 1 estelación del octaedro, la stella octangula.
- Hay 3 estelaciones del dodecaedro: el pequeño dodecaedro estrellado, el gran dodecaedro y el gran dodecaedro estrellado, todos los cuales son poliedros de Kepler-Poinsot.
- Hay 58 estelaciones del icosaedro, incluido el gran icosaedro (uno de los poliedros de Kepler-Poinsot), y la segunda y última de las estelaciones del icosaedro. El modelo 59 en The fifty nine icosahedra es el icosaedro original.

Muchas «estelaciones de Miller» no se pueden obtener directamente usando el método de Kepler. Por ejemplo, muchas tienen centros huecos donde faltan por completo las caras y las aristas originales del poliedro núcleo están enteramente perdidas: no hay nada para ser estelado. Por otro lado, el método de Kepler también produce estelaciones prohibidas por las reglas de Miller, ya que sus celdas —o vértices— están conectadas a la arista, aunque sus caras son polígonos únicos. Esta discrepancia no recibió atención real hasta Inchbald (2002).

### Otras reglas para la estelación
Las reglas de Miller de ninguna manera representan la manera «correcta» de enumerar las estelaciones. Se basan en la combinación de partes dentro del diagrama de estelación de ciertas maneras, y no toman en cuenta la topología de las caras resultantes. Como tales, hay algunas estelaciones bastante razonables del icosaedro que no forman parte de su lista —una de ellas fue identificada por James Bridge en 1974, mientras que algunas «estelaciones de Miller» son cuestionables en cuanto a si deberían considerarse como estelaciones en absoluto— una del conjunto icosaédrico comprende varias células bastante desconectadas que flotan simétricamente en el espacio.
Todavía no se ha desarrollado completamente un conjunto alternativo de reglas que tenga esto en cuenta. La mayoría de los avances se han realizado con base en la idea de que la estelación es el proceso recíproco o dual al facetado, por lo que se eliminan las partes de un poliedro que no crean vértices nuevos. Por cada estelación de algún poliedro, hay un doble facetado dual del poliedro dual, y viceversa. Al estudiar los facetados del dual, se obtendrá información sobre las estelaciones del original. Bridge encontró su nueva estelación del icosaedro estudiando los facetados de su dual, el dodecaedro.
Algunos poliedristas consideran que la estelación es un proceso de dos vías, de modo que dos poliedros que comparten los mismos planos de caras son estelaciones uno del otro. Esto es comprensible si se está diseñando un algoritmo general adecuado para su uso en un programa de computadora, pero por lo demás no es particularmente útil.
Se pueden encontrar muchos ejemplos de estelaciones en la lista de modelos de estelaciones de Wenninger.

## Estelación de politopos
El proceso de estelación también se puede aplicar a politopos de dimensiones superiores. Un diagrama de estelación  de un n-politopo existe en un hiperplano dimensional (n - 1) de una faceta dada.
Por ejemplo, en el espacio 4, la gran grande estrellada célula-120 es la estelación final del 4-politopo regular  célula-120.

## Nombrado de estelaciones
La primera denominación sistemática de los poliedros estrellados fue la designación de Cayley de los poliedros de estrellas regulares (actualmente conocidos como los poliedros de Kepler-Poinsot). Este sistema fue ampliamente adoptado, pero no siempre de forma sistemática, para otros poliedros y poltoponos superiores.
John Conway ideó una terminología para polígonos, poliedros y policoros estelados (Coxeter 1974). En este sistema, el proceso de extender las aristas para crear una nueva figura se llama «estelación» (stellation), el de ampliar las caras se denomina «agrandamiento» (greatening) y el de extender las células se denomina «engrandecimiento» (aggrandizement ) (este último no se aplica a los poliedros). Esto permite un uso sistemático de palabras como stellated, great, y grand en el diseño de nombres para las figuras resultantes. Por ejemplo, Conway propuso algunas variaciones menores a los nombres de los poliedros de Kepler-Poinsot.

## Estelación al infinito
Wenninger se dio cuenta de que algunos poliedros, como el cubo, no tienen estelaciones finitas. Sin embargo, las estelaciones de celdas pueden construirse como prismas que se extienden hasta el infinito. La figura que comprende estos prismas es una estelación al infinito. Según la mayoría de las definiciones de un poliedro, estas estelaciones no son estrictamente poliedros.
Las figuras de Wenninger ocurrieron como duales de los hemipoliedros uniformes, donde las caras "hemi" se dualizan hasta vértices en el infinito.

## De las matemáticas al arte

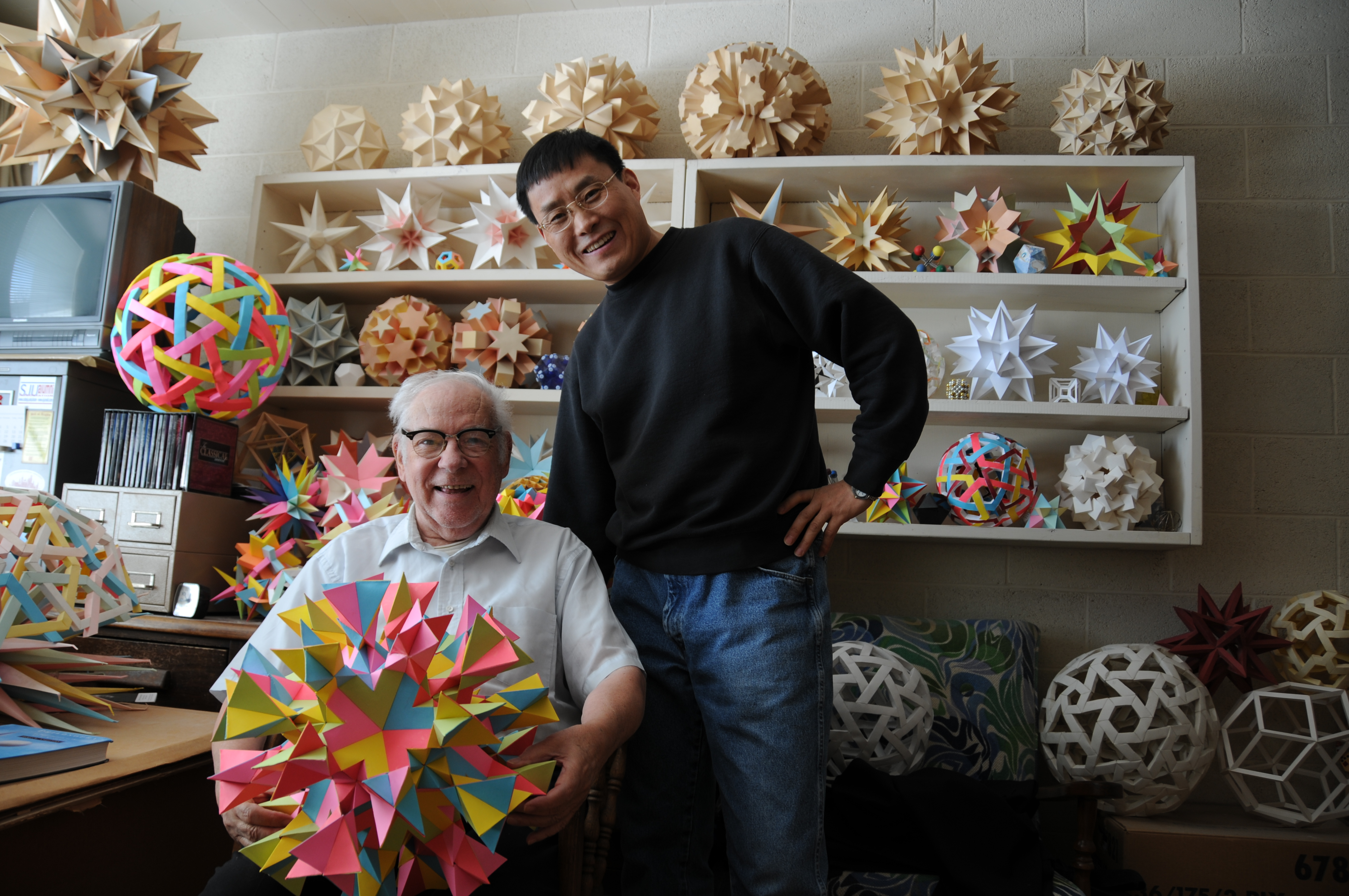
Magnus Wenninger con algunos de sus modelos de poliedros estrellados en 2009.

Además de por sus contribuciones a las matemáticas, a Magnus Wenninger se le considera en el contexto de la relación entre las matemáticas y el arte por la creación de sus modelos «especialmente hermosos» de poliedros estrellados complejos.
El artista del Renacimiento italiano Paolo Uccello creó un mosaico de piso que muestra un pequeño dodecaedro estrellado en la Basílica de San Marcos de Venecia), c. 1430. La representación de Uccello se usó como símbolo de la Bienal de Venecia en 1986 sobre el tema «Arte y ciencia». La misma estelación es fundamental en dos litografías de M. C. Escher: Contrast (Order and Chaos), 1950, y Gravitation, 1952.

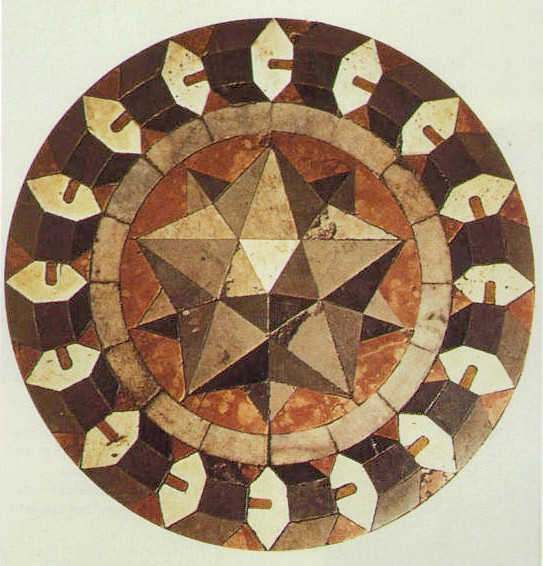
Mosaico de piso de mármol de Paolo Uccello, Basílica de San Marcos, Venecia, c. 1430